# Гангнус, Александр Александрович
Александр Александрович Гангнус (род. 29 июня 1939, Берёзовский) — советский писатель, журналист, автор научно-популярных книг о геофизике, палеонтологии, эволюционной биологии. 

## Биография

### Происхождение
Отец - Гангнус Александр Рудольфович, геолог (04.07.1910—27.12.1976).  
- Дед по линии отца - Гангнус Рудольф Вильгельмович (1883-1949)

Мать - Фогельман Наталья Александровна, доктор геолого-минералогических наук (06.06.1913—01.12.2004). 
- Дед по линии матери - Фогельман Александр Александрович (1887-...), один из первых в России автоинженеров и автогонщиков.
- Бабушка по линии матери - Фогельман (Надеждина) Анна Васильевна (1883-1968)

Родной брат - Гангнус Владимир Александрович (р. 19.01.1943), инженер 
Единокровный брат - Евтушенко Евгений Александрович (1932-2017), поэт. 

### Образование и работа
По специальности - геофизик. 
В 1967—1973 годах возглавлял отдел наук о земле и космосе в журнале «Знание - сила».

## Семья
Жена Людмила Петровна Васильева-Гангнус, детский писатель, с 1990-х живёт в Праге.
Сын Пётр, «чернобылец», живет в Праге, женат на Павлинке Гангнусовой.
Жена Людмила Юрьевна Вермишева (род. 20.03.1947), дочь Юрия Вермишева.
Сыновья Иван (род. 15.02.1976), океанолог, окончил МГУ, работник кафедры океанологии МГУ, Николай (род. 10.11.1977), пианист, лауреат и призёр музыкальных конкурсов в Германии.